# 액션스 세미컨덕터
액션스 세미컨덕터(Actions Semiconductor Co. Ltd., 중국어: 炬力集成, 병음: Jùlì Jíchéng)는 2000년에 설립된 중국의 팹리스 반도체 기업으로, 주하이시, 광둥성에 본사를 두고 있으며 상하이시와 선전시에 사무실을 두고 있다. 이 회사는 약 600명의 직원을 보유하고 있으며 태블릿, 디지털 오디오 플레이어, 사진 뷰어 및 관련 제품을 위한 SoC를 설계한다.

## 역사
2008년 액션스 세미컨덕터는 하이-트렌드 테크놀로지(Hi-Trend Technology Co. Ltd)의 2D 그래픽 기술을 인수했다. 이 회사는 2010년에 매브릭스 기술을 인수했다. 2011년 11월, 니콜로 첸(Niccolo Chen)은 CEO 자리에서 물러났고, 당시 수석 부사장이자 2005년 매브릭스를 설립한 저우 전위(Zhenyu Zhou)가 그 자리를 대신했다. 2016년 9월 12일, 액션스 세미컨덕터는 스타맨 리미티드(Starman Limited)와의 합병을 발표했으며, 이는 2016년 12월 9일에 완료되었다.

## 제품
다음은 액션스 세미컨덕터가 개발 및 판매하는 시스템 온 칩 목록으로, 주로 태블릿을 대상으로 한다.
| 모델 번호 | 응용             | 공정     | CPU     | CPU              | CPU     | CPU          | 메모리 인터페이스                     | GPU                           | 가용성       |
| 모델 번호 | 응용             | 공정     | ISA     | 프로세서         | 코어 수 | 주파수 (GHz) | 메모리 인터페이스                     | GPU                           | 가용성       |
| --------- | ---------------- | -------- | ------- | ---------------- | ------- | ------------ | ------------------------------------- | ----------------------------- | ------------ |
| ATM7013   | 태블릿           | ?        | MIPS    | 74Kf             | 1       | 1.1          | 8/16비트 DDR3                         | Vivante GC800                 |              |
| ATM7019   | 태블릿           | ?        | MIPS    | 74Kf             | 1       | 1.2          | 8/16비트 DDR3                         | Vivante GC800                 |              |
| ATM7021A  | 태블릿           | ?        | ARMv7-A | Cortex-A9 family | 2       | 최대 1.3     | DDR3/DDR3L (512 MB)                   | 파워VR SGX540 @ 500 MHz       | 2013년 3분기 |
| ATM7029   | 태블릿           | ?        | ARMv7-A | Cortex-A5        | 4       | 최대 1.2     | 456 MHz DDR2/DDR3, 최대 2 GB          | Vivante GC1000 Plus @ 480 MHz | 2012년 4분기 |
| ATM7029B  | 태블릿           | ?        | ARMv7-A | Cortex-A5        | 4       | 1.2          | ?                                     | 파워VR SGX540 @ 500 MHz       |              |
| ATM7039c  | 셋톱박스         | 40 nm    | ARMv7-A | Cortex-A9        | 4       | 1.6          | 듀얼 채널 (총 64비트)                 | 파워VR SGX544MP @ 450 MHz     |              |
| ATM7039s  | 태블릿, 셋톱박스 | 28 nm LP | ARMv7-A | Cortex-A9        | 4       | 1.6          | ?                                     | 파워VR SGX544MP               |              |
| ATM7059   | 태블릿, 셋톱박스 | 28 nm LP | ARMv7-A | Cortex-A9        | 4       | 1.6          | DDR3, DDR3L, LPDDR2, LPDDR3           | 파워VR SGX544MP               | 2014년 4분기 |
| S500      | 안드로이드       | 28 nm    | ARMv7-A | Cortex-A9        | 4       | 1.6          | DDR3, DDR3L, LPDDR2, LPDDR3           | 파워VR SGX544MP               |              |
| S900      | 안드로이드       | 28 nm    | ARMv8-A | Cortex-A53       | 4       | 1.8          | DDR3, DDR3L, LPDDR2, LPDDR3, 최대 4GB | 파워VR G6230                  |              |
| V500      | 가상현실         | 28 nm    | ARMv7-A | Cortex-A9        | 4       | ?            | DDR3, DDR3L, LPDDR2, LPDDR3           | 파워VR SGX544MP               |              |
| V700      | 가상현실         | 28 nm    | ARMv8-A | Cortex-A53       | 4       | ?            | DDR3, DDR3L, LPDDR2, LPDDR3           | ARM Mali-450 MP6              |              |
| GT7       | GTT              | 28 nm    | ARMv8-A | Cortex-A53       | 4       | ?            | DDR3, DDR3L, LPDDR2, LPDDR3           | ARM Mali-450 MP6              |              |

1. ↑   Actions에서 사용하는 "Cortex-A9 family"라는 용어는 ATM7029 내부의 CPU 코어에 대한 회사 설명과 유사하며, 이 코어들은 Cortex-A5 코어임이 입증되었다. ARM Cortex-A5는 고성능의 ARM Cortex-A9과 직접적인 관련이 있다기보다는, ARM Cortex-A7보다 느리지만 그 외에는 동등하므로 "Cortex-A7 family"로 더 정확하게 설명될 수 있다.

### 채택

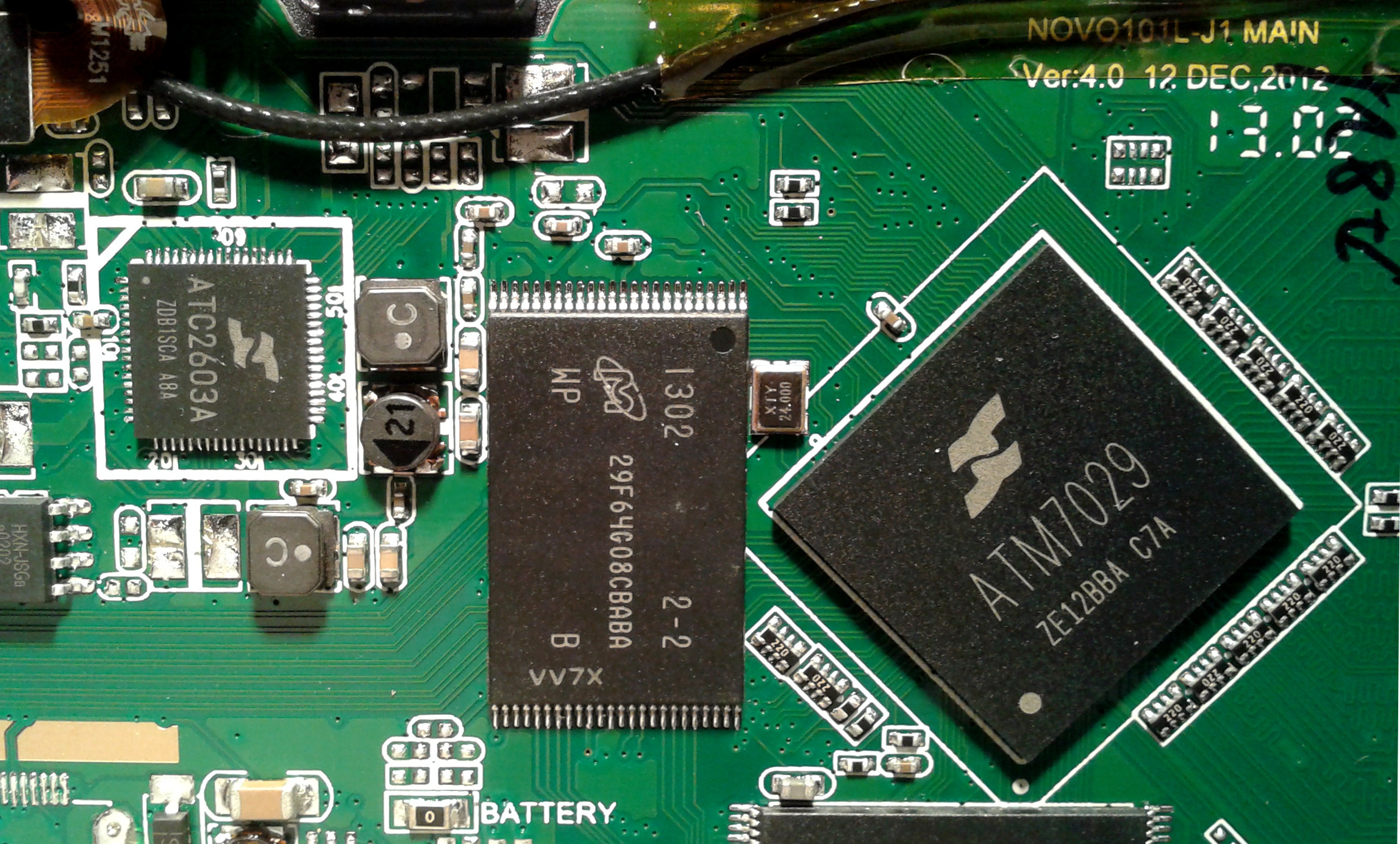
아이놀 Hero 10 II PCB의 근접 촬영, 액션스 세미컨덕터 ATM7029 SoC ASIC 및 ATC2603A 혼성 신호 ASIC 표시.

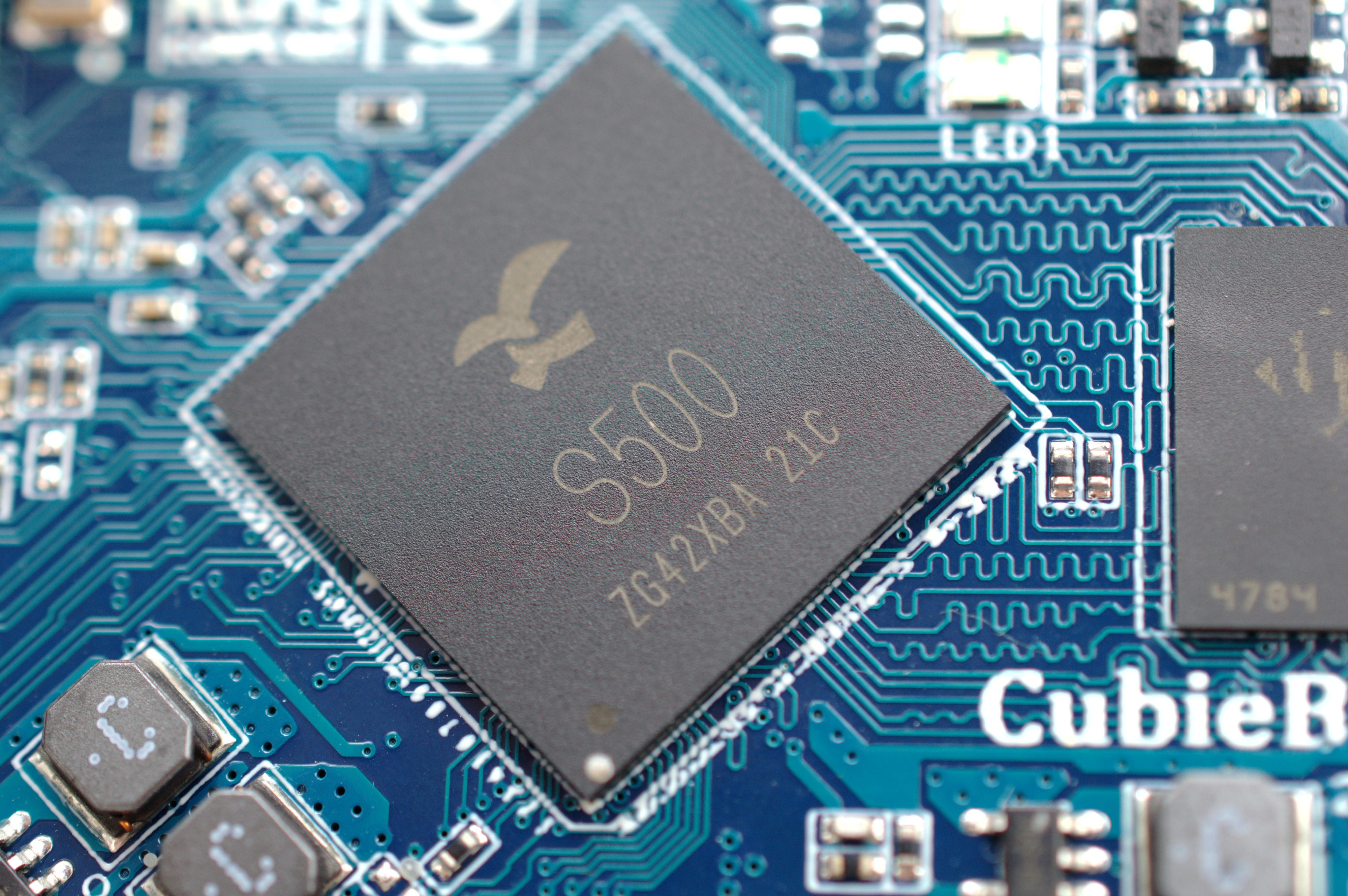
큐비보드 6 PCB의 근접 촬영, 액션스 세미컨덕터 S500 SoC 표시

S1 MP3 플레이어는 액션스에서 설계한 칩셋을 사용한다.
2012년 액션스 세미컨덕터는 비방트 코퍼레이션의 GC1000 GPU를 사용하는 쿼드 코어 ARM Cortex-A5 기반 SoC인 ATM7029를 생산했다. 이 SoC는 아이놀 NOVO10 Hero II 태블릿 및 기타 저가형 태블릿에 사용되었다.
2014년 2분기, 액션스는 중국 태블릿 프로세서 시장에서 네 번째로 큰 공급 업체로 보고되었다.

## 법적 분쟁
한때 액션스는 SigmaTel에 의해 고소당했고 SigmaTel이 승소했다. 판결에 따르면 액션스는 한때 MP3 ASIC 시장의 세계적인 선두 주자였던 SigmaTel이 설계한 ASIC을 직접 복사하여 SigmaTel의 권리를 침해했다. SigmaTel은 나중에 프리스케일 세미컨덕터에 매각되었다.